# Pole sports
Le pole sport ou pole mêle danse et acrobatie autour d'une barre verticale en métal appelée pole. Les athlètes montent, glissent, accrochent, se retournent, sautent et se renversent sur la pole. La pole exige de l'agilité, de la force, de l'équilibre, de l'endurance et de la souplesse.  
La pole est devenu une activité de fitness et un sport durant les années 1990, des compétitions nationales et internationales ont commencé à se structurer à partir des années 2000. 
Le pole sport se distingue de la pole dance par l'approche gymnique de la pratique, là où la pole dance met en avant une approche artistique, la technique est la même pour les deux disciplines. 

## Historique
Il existe plusieurs sports pratiqués avec une pole apparus avant le pole sport.
Le mât chinois remonte à 2 000 ans, ses techniques sont issues du monde agricole où monter aux arbres était une tâche quotidienne. Le mât chinois est une activité acrobatique adoptée depuis longtemps par le Cirque du Soleil et est enseigné à des fins de loisir,,.
Le mallakhamba utilise également une pole, il tire ses origines au XIIe siècle du Malla-yuddha, une forme traditionnelle de lutte originaire du sous-continent indien. La pole de mallakhamb est en bois, mesure 2,25 m pour un diamètre de 12 cm. La pratique a une composante spirituelle, implique des mouvements acrobatiques et yogiques, et a été utilisé pour le conditionnement physique de lutteurs. Le mallakhamba est de nos jours devenu un sport à part entière. Il a été démontré que le mallakhamba améliore l'humeur.
Certains chercheurs suggèrent d’autres précurseurs comme la danse maypole. 
Bien qu'il existe une littérature à ce sujet, il est difficile d'établir une filiation directe entre le mât chinois, le mallakhamba et le pole sport. Cette filiation est surtout utilisée pour distinguer le pole sport, pratique gymnique, de la pole dance, pratique artistique, afin de s'éloigner de toute connotation potentiellement érotique et d'ouvrir cette discipline à l'ensemble des sportifs.

### Différence entre pole sport et pole dance
Le pole sport et la pole dance partagent la même technique, la différence réside dans le style. Le pole sport s'inscrit dans une pratique très gymnique, incluant peu de dance ou de transitions entre deux figures, la pole dance cherche à mettre la performance physique au service d'une performance artistique, on va y développer la partie danse, la grâce, la sensibilité artistique et la musicalité.
Les terminologies pole sports, pole fitness et pole dance peuvent prêter à controverse, même si celles-ci sont contingentées pour l'essentiel au monde anglo-saxon et au Japon, où la pole dance est très associée à l'imaginaire érotique collectif,,,,.

### D'une pratique à un sport
Allen Guttman souligne le processus par lequel une activité physique devient un sport. Selon lui le sport moderne est caractérisé par la laïcité, l'égalité des chances, la spécialisation des rôles, la rationalisation, l'organisation bureaucratique, la recherche de records et la quantification.

### Sport extrême et sport de rue

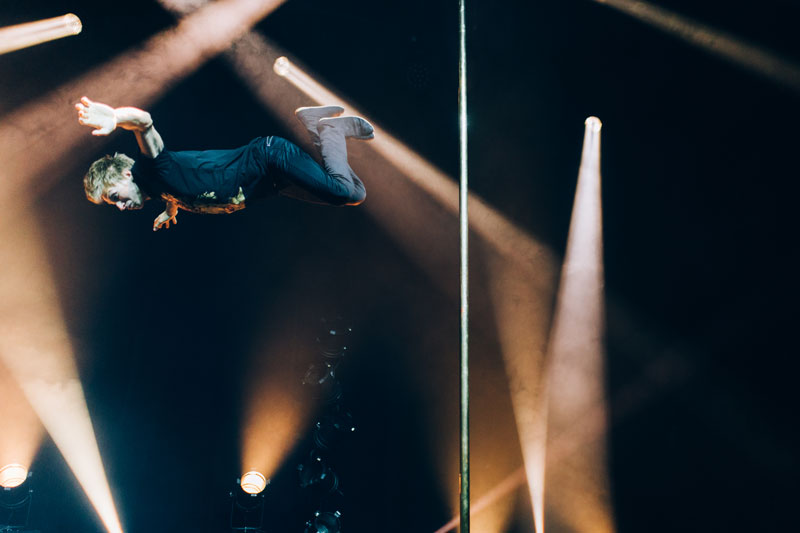
Dimitri Politov en guest au championnat de France de Pole Dance 2017

Certains athlètes comme Dimitri Politov amènent la discipline dans le domaine du sport extreme en multipliant les figures acrobatiques. D'autres utilisent du mobilier urbain ou des poteaux pour panneau de signalisation routière pour réaliser des figures de pole. Ces derniers ne sont cependant pas adaptés à une pratique sécurisée de la pole.

## Fédérations internationales
Le pole sport est reconnu comme un sport à part entière par l'Association mondiale des fédérations internationales de sport depuis 2017,.
Il existe deux fédérations internationales, l’International Pole Sports Federation (IPSF), et la World Pole Sports and Arts Federation (POSA), chacune a mis en place un code de pointage complexe, destiné aux compétitions. Les deux fédérations organisent des championnats et proposent une catégorie para-pole réservée aux athlètes handicapés. Les fédérations nationales sont affiliées à l'une ou l'autre de ces fédérations internationales de façon exclusive. 
En France, les championnats organisés par la Fédération française de danse mènent aux championnats du monde organisés par la POSA.

## Compétitions
Le pole sport dispose de championnats et de compétitions distincts des championnats et compétitions de pole dance, organisés par les différentes fédérations internationales et nationales.
Le pole sport se juge surtout sur la technique mais aussi sur l'artistique. Dans une compétition de pole sport, chaque athlète exécute une chorégraphie transmise à l'avance à l'organisateur et au jury. Les athlètes sont jugés sur leur capacité à effectuer des figures complexes, sur leur chorégraphie, leur style et leur expressivité.
Les compétitions de pole sport font appel à un système de scoring complexe, semblable à ceux que l'on peut trouver dans des disciplines olympiques telles que le patinage, destiné à juger les compétiteurs. Chaque fédération internationale a son propre système de scoring. 
En compétition, les athlètes doivent utiliser une pole statique et un pôle en rotation (spinning). La peau sert aux athlètes à agripper la pole et leur tenue doit exposer leur peau sur les épaules, la taille, les bras et les jambes, mais recouvrir leurs fessiers.
L’International Pole Sports Federation (IPSF) et la World Pole Sports and Arts Federation (POSA) proposent tous deux des championnats de pole sport, nationaux et internationaux, dans 60 pays en tout.
L’International Pole Dance & Fitness Association (IPDFA) propose une compétition internationale ouverte aux vainqueurs d'un championnat ou d'une compétition nationale.

### Championnat de France de pole sport
En France, c'est la Fédération française de danse qui organise les championnats de pole sport. 
Le premier championnat de pole sport en France est organisé en 2015 par la Délégation française de Pole (DFP), une association loi de 1901 créée en 2012 dans le but d'unifier et structurer la discipline, qui rejoindra la Fédération française de danse par la suite. Elle se déroule en mai 2015 au Gymnase Japy à Paris sous l’égide de l’IPSF. La deuxième édition s’est elle déroulée sous l’égide de la POSA en septembre 2017 au Palais des glaces, toujours à Paris.

## La barre

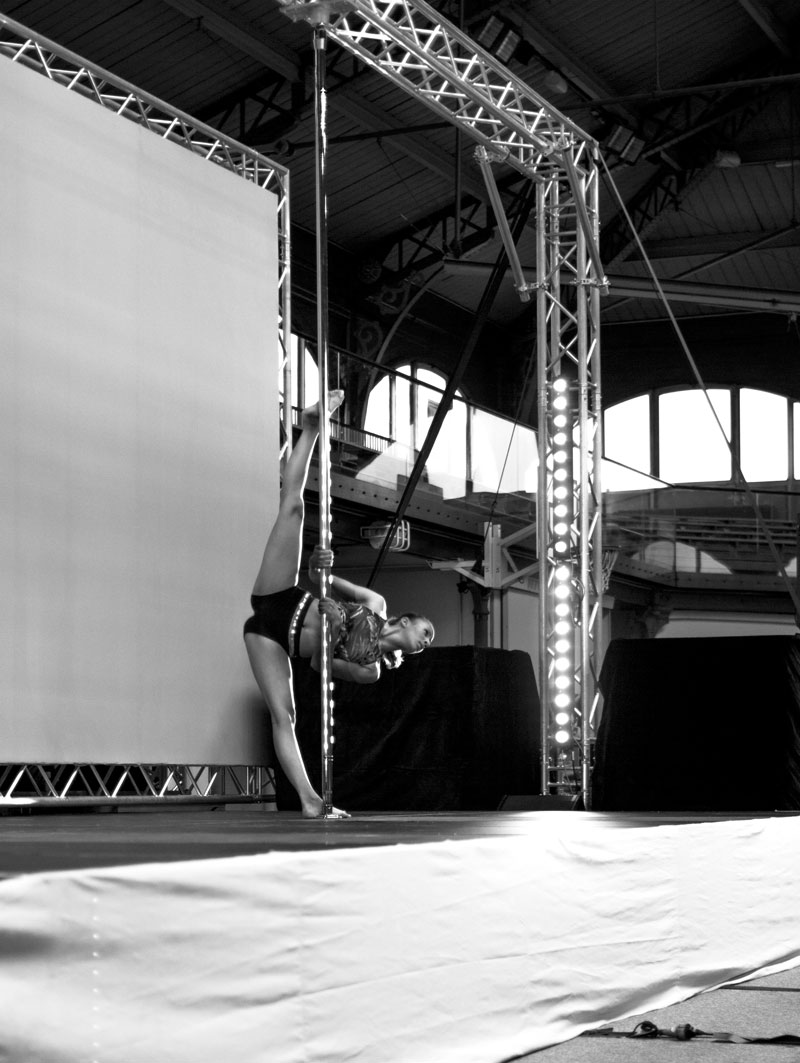
Un podium pour la compétition avec des gréements et un système d'éclairage LED intégré destiné à mettre en valeur les compétiteurs sur les prises de vue.

Une barre de pole peut s'utiliser en statique ou en rotatif, on parle alors de « spinning ». Certains fabricants  proposent un mécanisme situé à la base de la pole et permettant de la passer rapidement d'un mode à l'autre, sur d'autres barres il faut réaliser cette opération en faisant pivoter un écrou situé au pied de la pole avec une petite clé alène. Il existe différents diamètres, allant généralement de 38 mm à 50 mm. En Asie, le diamètre utilisé est en général inférieur, 45 mm ou moins. 
La barre est circulaire et creuse, allant du plancher au plafond où elle est fixée par extension, ou fixée sur un socle, on parle alors de « stage ». Les systèmes de fixation par extension permettent d'installer une pole dans une pièce disposant d'une hauteur d'au moins 2,25 m sans endommager le sol ou le plafond.
En compétition, on trouve des scènes construites pour soutenir deux poles, l'une en statique et l'autre en rotatif, lestées et/ou fixées aux murs avec un système de gréements (« rigging system »). Ce type d'installation doit être mis en place par des professionnels afin d'en garantir la sécurité.
Parmi les matériaux, on trouve l'acier chromé, le laiton ou bien encore le titane. Chacun de ces matériaux offre une capacité de préhension différente : l'acier chromé, le plus utilisé, permet une danse plus rapide et plus fluide ; les barres en laiton fournissent plus de frottement, et permettant une meilleure préhension, mais demandent un entretien régulier. Le traitement de surface appliqué sur une pole professionnelle fait appel à des techniques de sidérurgie sophistiquées.

## Les figures
Sur un plan technique la discipline est codifiée, et les différentes figures ont reçu des noms permettant de les distinguer les unes des autres, notamment pour l’enseignement mais également pour l’écriture des chorégraphies ainsi que pour faciliter le travail des juges lors des compétitions.
Il existe plusieurs types de figures en pole dont les principales familles sont :
- les tricks : figures figées sur la pole ;
- les inversions : figures réalisées sur la barre la tête à l'envers ;
- les spins : figures réalisées en mouvement, en tournant autour d'une pole en mode rotatif ;
- les transitions : figures qui permettent de réaliser une chorégraphie en alliant spin et  trick ;
- les drops : où il s'agit de tenir une figure puis de se laisser glisser très rapidement sur la pole sans toucher le sol ;
- les combos : combinaisons de plusieurs figures enchaînées ;
- le floorwork : les figures réalisées au sol comme le handstand[19].

Le catalogue des figures de pole est en augmentation constante, alimenté par des créations originales dont l'adoption par la communauté des pratiquants est facilitée par les réseaux sociaux et les plateforme de vidéos en ligne, ainsi que par l'emprunt à d'autres arts aériens. Le Shoulder mount vient par exemple du mât chinois, le Outside Leg Hang vient du trapèze, où il est appelé prise de jarret (accroche de l'arrière du genou la tête en bas).

## Enseignement
Pour exécuter un mouvement, il faut outre de la force physique en apprendre la technique.
Apprendre la pole demande de bien comprendre le fonctionnement du corps dans un sport aérien et des zones de contact du corps avec la pole. Au fur et à mesure que les pratiquants développent leurs capacités, ils peuvent utiliser moins de points de contact entre leur corps et la pole afin d'effectuer des mouvements plus complexes.
Au cours de son apprentissage, un pratiquant de pole débutant apprend à effectuer des tours en supportant son propre poids avec ses mains, puis il apprend à grimper sur la pole. En niveau intermédiaire, il apprend à s'inverser et à effectuer des figures de plus en plus complexes, pour arriver en niveau avancé à des figures et des enchainements acrobatiques.

### Pédagogie
Ce n'est qu'en 1994 que Fawnia Mondey, issue du monde du fitness, après l'avoir appris la pole dance en autodidacte, mettra au point la première méthode pédagogique destinée à l'enseignement de la pole dance sous la forme d'une série de DVDs pédagogiques. On parle désormais de pole fitness (appelé pole sports en dehors du monde anglo-saxon). L'enseignement du fitness n'est cependant pas une bonne base pour enseigner le pole sport et devra être complété par des connaissances complémentaires sur le corps propres à l'aérien et à l'acrobatie, ainsi que par des connaissances techniques propres à la pole.
Plusieurs séries de DVD proposent des méthodes d'apprentissage de pole sport et de pole dance : The Art Of Pole de Jamilla Deville, Pole Dance Mastery de Felix Cane, Vertical Dance Workout de KT Coates, BeSpun’s Pole Dance de Leigh Ann Orsi, et Apprendre et pratiquer la Pole Dance de Mariana Baum.

### Écoles et studios de pole
Des écoles de pole, proposant une méthode pédagogique spécifique destinée à accompagner la progression de leurs élèves, ont vu le jour en Amérique, en Asie, en Australie et en Europe, elles offrent des cours de toutes sortes et s'adressent à tout public. Des cours de pole dance et de pole sport sont également proposés dans des studios spécialisés, ainsi que dans des nightclubs et des bars,.
En 2018, on dénombre en France plus de 230 écoles et studios de pole dance. Écoles et studios proposent des cours d'initiation destinés aux néophytes désireux de découvrir la discipline. 

### Diplômes et certifications
La loi du 10 juillet 1989 relative à l'enseignement de la danse a rendu obligatoire l'obtention d'un diplôme d'État pour l'enseignement de la danse contemporaine, jazz ou classique, mais n'impose pas de diplôme particulier pour l'enseignement de la pole dance. Il existe cependant des certifications ainsi que des formations diplômantes spécifiques à cette discipline, dont certaines sont reconnues par des fédérations nationales ou internationales. Certaines formations incluent un module obligatoire consacré aux premiers secours afin de préparer les enseignants à réagir au mieux en cas d'accident.

## Sécurité
Le pole sport est accessible à tous, mais reste un sport très technique, aérien et acrobatique. Il demande pour être enseigné une bonne connaissance du corps dans le cadre d'un sport aérien et acrobatique, ainsi qu'un savoir faire technique spécifique à la pole, de façon à d'être pratiqué dans de bonnes conditions de sécurité. 
La pratique de la pole présente des risques et doit être accompagnée pour permettre aux pratiquants de progresser en toute sécurité. La plupart des accidents peuvent être facilement évités si la pratique est encadrée par un enseignant ou un coach sportif qui a une connaissance du corps spécifique à l'acrobatie aérienne, ainsi qu'une bonne technicité.
Les blessures mineures les plus courantes sont les ecchymoses, les brûlures cutanées dues au frottements mal maitrisés entre la peau et la pole, et les problèmes d'épaule causés par la pendaison par un bras. 
Les blessures les plus fréquemment rencontrées sont la déchirure de la coiffe du rotateur, l'étirement du deltoïde, l'entorse du poignet, le syndrome du canal carpien, l'élongation des ischio-jambiers, la déchirure des muscles intercostaux ou l'étirement musculaire de l'avant-bras,,. 

## Produits commerciaux
Des entreprises se sont créées pour soutenir le développement de la pole sport, et fabriquent des poles de compétition et de loisir, d'autres entreprises proposent des vêtements destinés à la pratique de la pole. Les athlètes utilisent par ailleurs une variété d’aides à la préhension pour minimiser la transpiration ou favoriser l’adhérence communément appelé « grip ».